# FA Cup 1900/1901
Třicátý ročník FA Cupu (anglického poháru), který se konal od 22. září 1900 do 20. dubna 1901. Celkem turnaj hrálo 32 klubů.
Trofej získal klub Tottenham Hotspur FC, který ve finále porazil Sheffield United FC 2:2 a 3:1.